# Migjorn
Migjorn è una comarca di Maiorca, nelle Isole Baleari, di 75.899 abitanti, che ha come capoluogo Llucmajor. Non ha un riconoscimento giuridico in quanto tale, ma i suoi comuni sono raggruppati nella Mancomunidad del Migjorn.

## Comuni
| Comune      | Abitanti |
| ----------- | -------- |
| Campos      | 8.759    |
| Felanitx    | 17.443   |
| Llucmajor   | 33.222   |
| Ses Salines | 4.755    |
| Santanyí    | 11.720   |